# Ленотр, Андре
Андре́ Лено́тр (фр. André Le Nôtre, также: André Le Nostrenote); 12 марта 1613, Париж — 15 сентября 1700, Париж) — французский ландшафтный архитектор, мастер садово-паркового искусства, один из авторов «регулярного стиля», или «французского сада», эпохи правления короля Людовика XIV. Андре происходил из семьи потомственных королевских садоводов, он умел держать себя в стороне от интриг двора и снискать расположение короля, страстно любившего сады. Благодаря своему дружелюбию при жизни получил прозвание «добрый человек Ленотр» (фр. bonhomme Le Nôtre). С 1657 года Ленотр — генеральный контролёр королевских строений (Сontrôleur général des bâtiments du roi). Известен как автор проекта создания и последующих реконструкций королевских садов и парка в Версале.

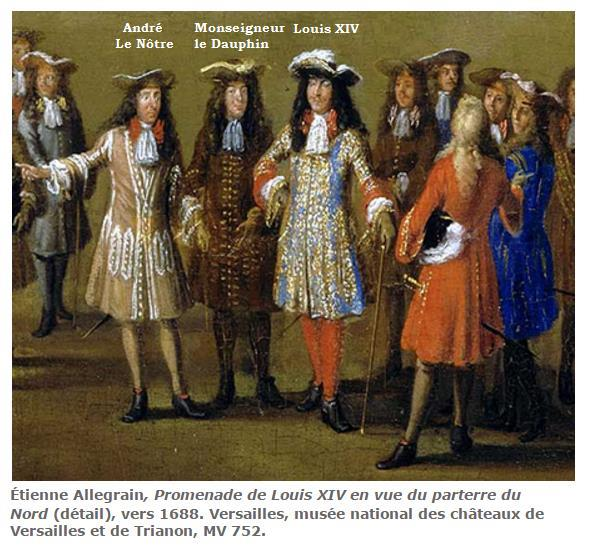
Э. Аллегрен. Король Людовик XIV в Версале. Деталь картины. Изображены король, справа от него его сын, дофин, а рядом Андре Ленотр, садовник короля

## Биография

### Ранние годы
Андре Ленотр родился в Париже в семье садоводов. Его дедом, по всей вероятности, был Пьер Ленотр, сначала поставлявший семена растений и навоз ко двору Марии Медичи, а затем, с 1572 года, ставший королевским садовником при дворце Тюильри. Эту престижную должность он передал своему сыну.
Отец Андре, Жан Ленотр, также отвечал за часть участков садов Тюильри, вначале под присмотром Клода Молле, а затем, в годы правления Людовика XIII, и в качестве «ординарного садовника короля» (jardinier ordinaire du roi). C 1625 года носил титул «рисовальщика растений и садов» (dessinateur des plants et jardins). Его мать Мари Жаклен (1587—1675) была дочерью главного садовника Туссена Жаклена. Андре получил имя своего крестного отца Андре Берара де Мезонселя, генерального управляющего королевскими садами при Генрихе IV и Людовике XIII.
Андре родился 12 марта 1613 года и в тот же день был крещен в церкви Святого Роха (фр. Église Saint-Roch). Его крестная мать, Клод де Мартиньи, была женой Клода Молле, также королевского садовника в Тюильри.
Дом его семьи находился непосредственно в Тюильри, и Андре, всё своё детство наблюдавший за процессами возделывания садов, быстро освоил практические основы садоводства. Такое расположение дома впоследствии позволило ему учиться поблизости от дворца Лувра, под крышей которого впоследствии была открыта Королевская академия живописи и скульптуры. Он изучал математику, живопись и архитектуру и поступил в мастерскую Симона Вуэ, первого живописца короля Людовика XIII, где познакомился и подружился с живописцем Шарлем Лебреном. В течение шести лет он обучался рисованию. Он также изучал скульптуру у Луи Лерамбера, архитектуру и перспективу у архитектора Франсуа Мансара.

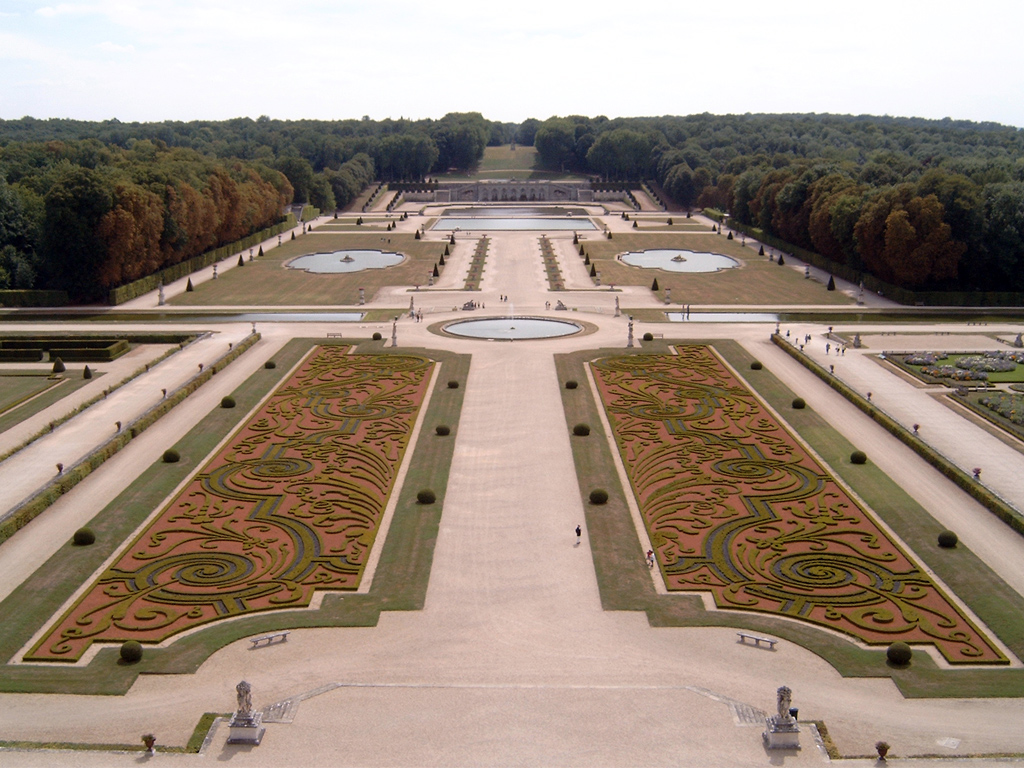
Сады замка Во-ле-Виконт

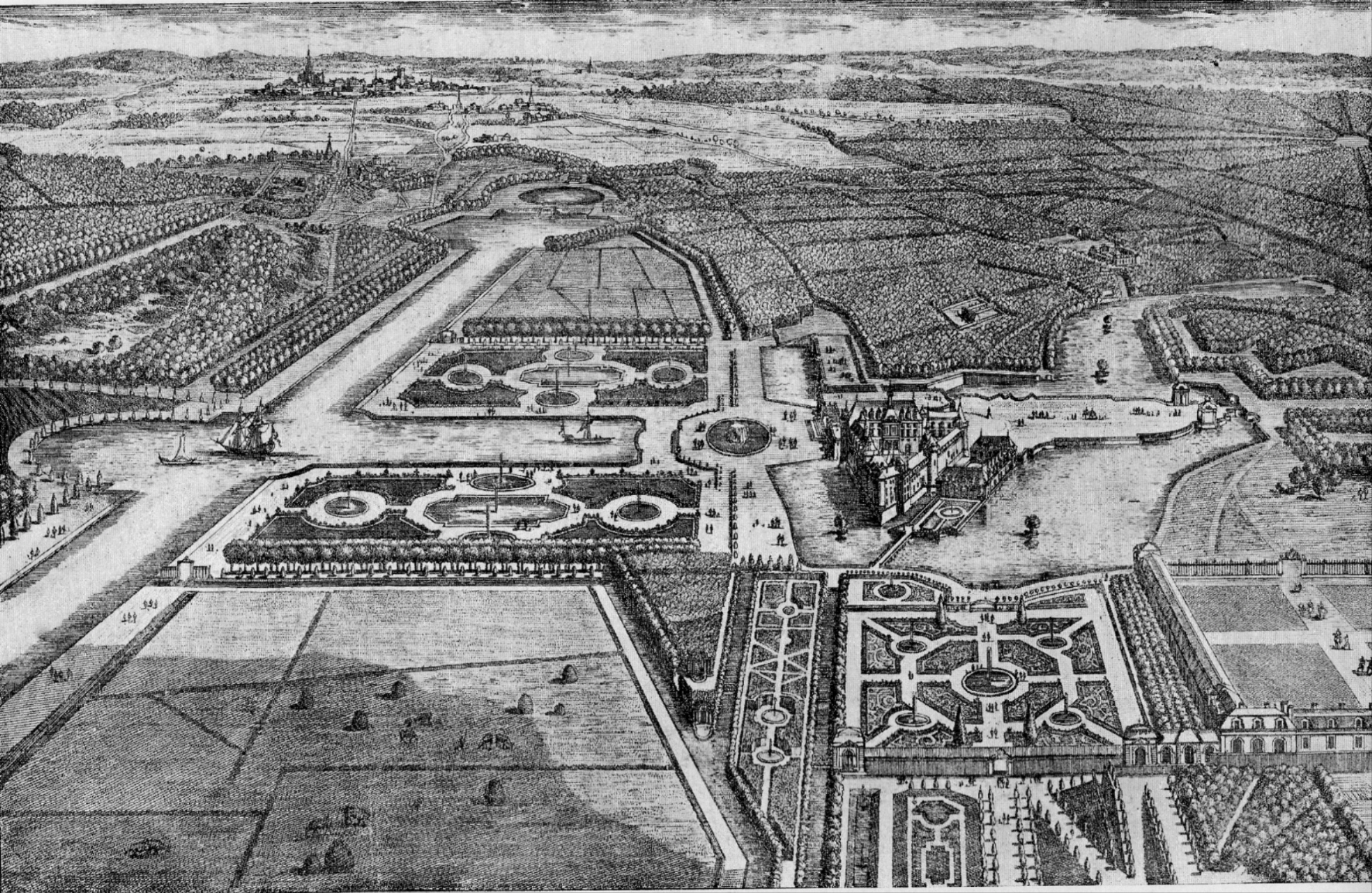
Сады замка Шантийи на гравюре XVII века

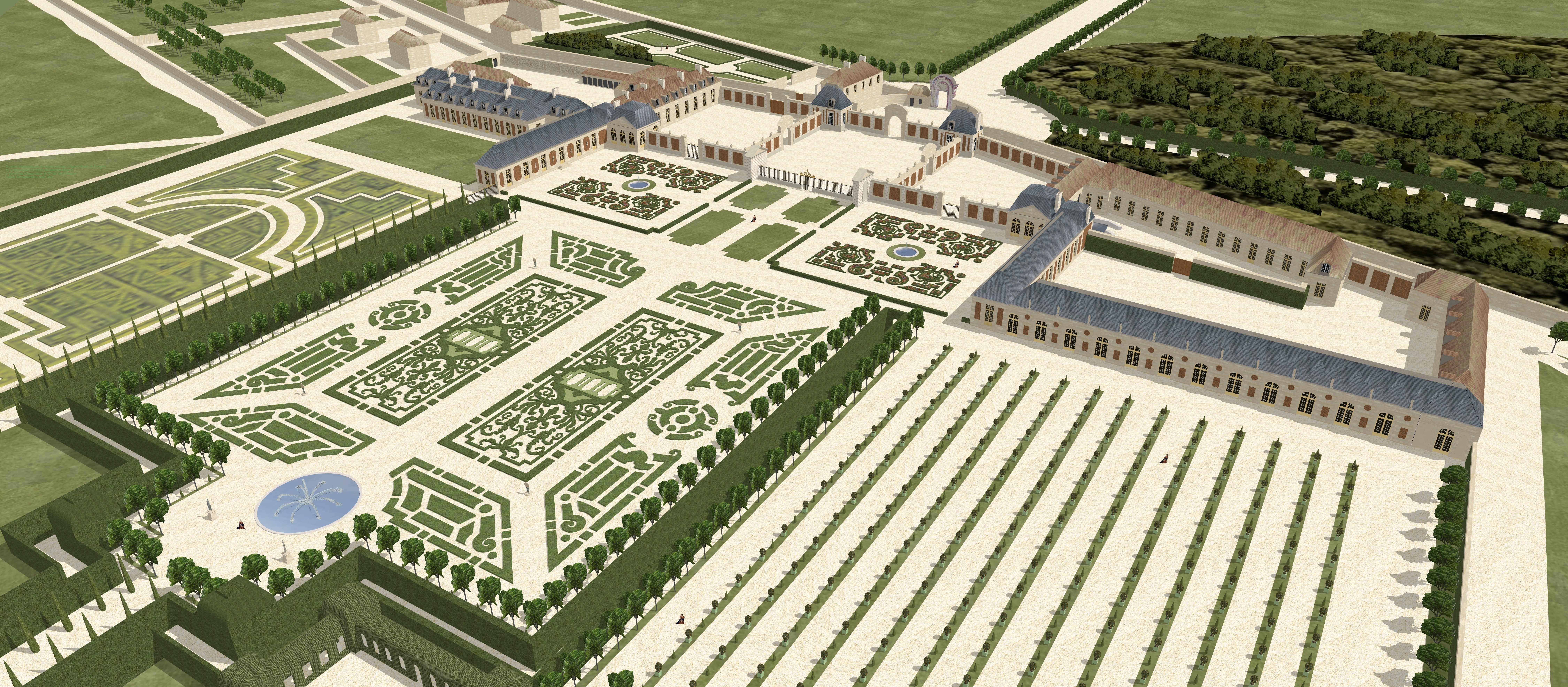
Сад замка Н. Фуке Сен-Манде. 1661

### Творчество
В 1635 году, когда Ленотру исполнилось двадцать два года, его назначили главным садовником Гастона, герцога Орлеанского, брата короля Людовика XIII, который доверил ему свои сады в Сен-Клу и Люксембурге. С 26 июня 1637 года Ленотр, заняв место отца, служил в должности главного садовника дворца Тюильри,. Первым большим французским садом, имеющим отличительный почерк Ленотра, был сад замка Ваттиньи (к югу от Лилля), завершённый в 1640 году и построенный сеньором Ваттиньи Филиппом де Кесселем. Предполагается, что сад был спроектирован в 1635—1637 годах, когда Ленотру было от 22 до 24 лет.
В январе 1637 года король гарантировал ему сохранение должности его отца — первого садовника короля в Тюильри. Он отвечал в первую очередь за участки сада, прилегающие к дворцу, включая оранжерею, возведённую Симоном Бушаром. В 1643 году Андре Ленотр был назначен «рисовальщиком растений и садов» (dessinateur des plants et jardins) при королеве-матери Анне Австрийской, а с 1645 года по 1646 год он трудился над реконструкцией садов дворца Фонтенбло. Придворная должность «рисовальщика растений и садов» давала ему возможность также привести в современный вид сады Шато-де-Ганьи, Шато-де-Мезон, именно он обеспечил восстановление садов Мёдона и Сен-Клу после Фронды.
Позднее Андре Ленотр был поставлен во главе всех королевских садов Франции. В мае 1657 года он накопил достаточно средств на покупку должности генерального контролёра королевских строений (Сontrôleur général des bâtiments du roi).
Имеется совсем немного непосредственных упоминаний Ленотра в королевских учётных документах, а сам Ленотр крайне редко переносил на бумагу свои идеи или соображения по устройству садов. Он выражал свой внутренний мир исключительно посредством своих садов. После ареста министра Никола Фуке в 1661 году Андре Ленотр поступил на службу к Людовику XIV, чтобы восстановить сады Версаля: его работа началась с «Партера Любви» (Рarterre de l’Amour) в конце 1662 года и продолжалась до 1687 года. Он составил планы и руководил их выполнением, которое осуществляла группа главных садовников, которым помогали помощники и ученики.
Между 1663 и 1672 годами он преобразовал сады замка Шантийи для принца Конде и проектировал сады замка Сен-Жермен-ан-Ле, сады замка де ла Шез (между 1664 и 1676 годами), а также сады замка Сен-Клу для Филиппа Орлеанского между 1665 и 1693 годами.
Кроме того, построив мост через Сену, он частично завершил королевскую дорогу, которая была нужна Людовику XIV, между Сен-Жермен-ан-Ле и Парижем, особенно после Фронды.
В 1675 году, по достижении шестидесяти двухлетнего возраста, Ленотр был возведён королём в дворянское достоинство. В 1677 году он вместе с Лебреном был включён в королевский двор, когда Людовик XIV осаждал город Камбре на севере Франции. Ленотр был удостоен королём звания кавалера ордена Святого Михаила и в 1681 году звания кавалера ордена Святого Лазаря.
16 января 1640 года Андре Ленотр женился в Париже на Франсуазе Ланглуа, дочери управляющего пажами Большого караульного корпуса, которая пережила его и от которой у него было трое детей, все из которых умерли в раннем возрасте.
Свой первый значительный садово-парковый проект Андре Ленотр выполнил для Никола Фуке, суперинтенданта финансов при Людовике XIV. Фуке приступил к работам над замком Во-ле-Виконт в 1657 году, наняв архитектора Луи Лево, живописца Шарля Лебрена и Ленотра. В этом проекте Ленотр отвечал за планирование земельного участка, симметричное расположение партеров, прудов и аллей, посыпанных гравием. Лево и Ленотр использовали в своих интересах разницу в высоте местности, в результате чего, например, канал не виден из окон дома, — а также оптический эффект приближения перспективы, чтобы грот казался ближе, чем есть на самом деле. Работы над садом были завершены к 1661 году, когда Фуке устроил в замке празднества в честь короля. Но всего лишь три недели спустя, 10 сентября 1661 года, Фуке был арестован по обвинению в расхищении государственных средств, а его художники и мастера были переведены на службу короля.

### Версаль

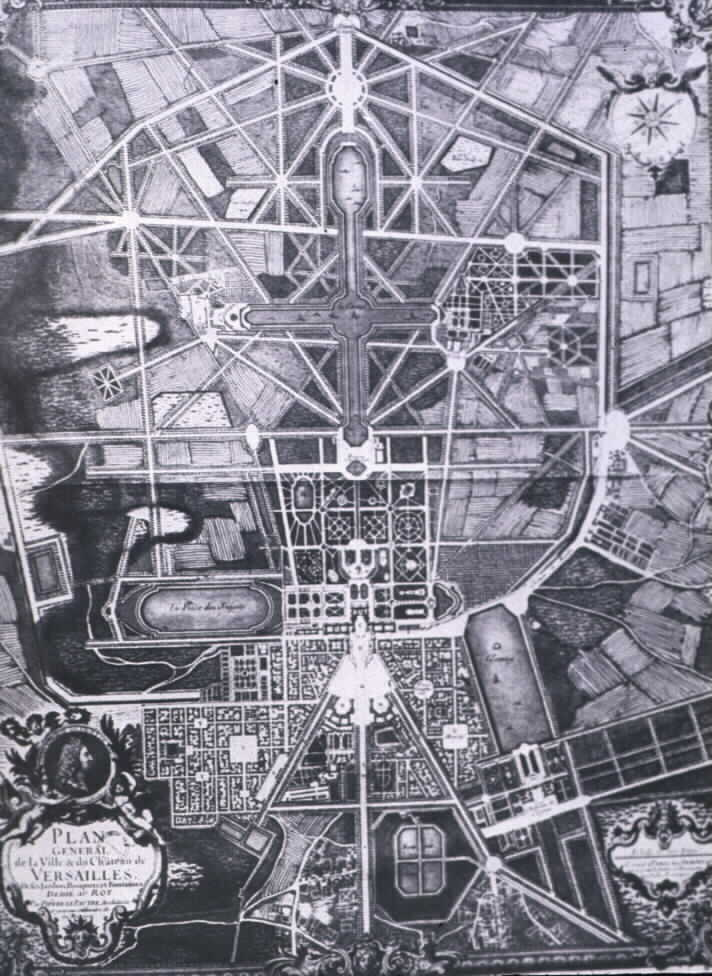
Генеральный план садов Версаля

Начиная с 1661 года, по поручению Людовика XIV Ленотр создавал и реконструировал сады и парки в Версальском дворце. Людовик решил расширить охотничий домик своего отца, превратив его со временем в свою главную резиденцию и средоточие власти. Ленотр также выполнил радиальный план города Версаля, в котором была задумана существующая до наших дней самая широкая улица в Европе — Парижский проспект.

### Прочие работы

#### Во Франции
В 1661 году Ленотр также трудился над садами дворца Фонтенбло. В 1663 году его направили работать в Сен-Жерменский дворец и в замок Сен-Клу, резиденцию младшего брата Людовика XIV Филиппа Орлеанского, где Ленотр осуществлял надзор за работами в течение многих лет. Начиная с 1663 года Ленотр также был приглашён в шато Шантийи, поместье принца де Конде, где он проработал до 1680-х годов вместе со своим племянником Пьером Деготсом. Начиная с 1664 года Ленотр приступил к реконструкции садов Тюильри по приглашению Кольбера, государственного министра Людовика XIV, который надеялся, что король всё таки оставит Париж местом своей резиденции. В 1667 году Ленотр продлил аллеи парка на запад, образовав таким образом проспект, который в будущем станет Елисейскими Полями. В 1670 году Кольбер заказал Ленотру переделку садов в своём только что купленном Замке Ско (фр. Château de Sceaux), и эти работы длились вплоть до 1683 года.

#### В других странах
В 1662 году Ленотр предложил английскому королю Карлу II проект перепланировки Гринвичского парка в Лондоне. В 1670 году Ленотр занимался проектом для итальянского замка Раккониджи, а между 1674 и 1698 годами он реконструировал сады в Венария-Реале неподалёку от Турина. Последующие проекты относились к берлинскому дворцу Шарлоттенбург и к шато Кассель в Германии.

#### Последние годы
С 1679 по 1691 год Ленотр участвовал в планировке садов замка Мёдон по заказу военного министра Людовика XIV маркиза де Лувуа. Последней работой Ленотра на королевской службе стало его участие в 1692 году в планировании дворца Марли.
В конце апреля 1679 года Андре Ленотр с разрешения короля отправился в Рим. Министр Кольбер писал французскому послу в Риме, что Ленотр путешествует «не столько из любопытства, сколько для того, чтобы тщательно исследовать, найдет ли он что-то ещё достаточно прекрасное, чтобы заслужить подражание в королевских домах, или для того, чтобы самому почерпнуть новые мысли о прекрасном и проекты, которые он изобретает каждый день для удовлетворения и удовольствия Его Величества». И «хотя он восхищается фонтанами виллы Альдобрандини и других садов, он считает, что итальянские сады и близко не стоят рядом с французскими».
Ленотр также посетил восьмидесятилетнего Джованни Лоренцо Бернини, а в следующем, 1679 году его удостоил аудиенции папа римский Иннокентий XI. Бернини было поручено создать конную статую французского короля и курировать Французскую академию в Римe.
По словам Сен-Симона, папа хотел доверить Ленотру проектирование папских садов в Ватикане. В конце встречи с понтификом Ленотр заявил: «Меня больше не волнует смерть, поскольку я пообщался по душам с двумя величайшими людьми в мире: Вашим Святейшеством и королём, моим господином». Папа ответил: «Ваш король — великий победоносный князь, я всего лишь бедный священник. Он ещё совсем молодой, а я старый». Ленотр ответил: «Мой преподобный отец, вы здоровы, вы похороните всю Священную коллегию». Двое мужчин расхохотались, и, переполненный чувствами, Ленотр поцеловал папу в обе щеки, а затем поцеловал его мула. Герцог Креки поспорил с королем Людовиком XIV на тысячу луидоров, что эта сцена — выдумка и чепуха; и он проиграл пари. Однако правдивость этой истории оспаривал Вольтер, поскольку она основывается на рассказе ученика Ленотра и добавлял: «нам не нужно это свидетельство, чтобы знать, что садовник не целует пап и королей с обеих сторон».
С 1681 года Ленотр посещал заседания Королевской академии архитектуры в качестве свободного слушателя. Вопреки легенде, будучи слишком старым и находясь в Риме в то время, когда Жюль Ардуэн-Мансар в 1679 году проектировал замок Марли-ле-Руа, последнюю резиденцию, которую желал построить Людовик XIV, Ленотр был оскроблён доминированием Ардуэна-Мансара в вопросах садов и желанием Короля-Солнца проектировать их вместе со своим первым архитектором. В 1693 году Ленотр прекратил все работы.
Однако он продолжал проектировать для редких частных лиц: он отправлял письмами свои инструкции для дворца Шарлоттенбург и шато Кассель, а также планы Виндзорского замка Вильгельму III. По свидетельствам современников, Людовик XIV со своей стороны был раздражён тем, что Ленотр принимал чужие заказы, вместо того чтобы полностью сосредоточиться на садах Версаля. В 1693 году Ленотр оставил свои должности и ушёл в отставку, оставив королю свои «изящные работы».
Он удалился в свой дом недалеко от павильона Марсан во дворце Тюильри вместе с женой, племянницами и племянниками, которых он усыновил после смерти своих троих детей. Его дом был окружен садом, за которым он ухаживал сам. Он скончался в этом доме 15 сентября 1700 года в возрасте 87 лет, оставив состояние, оцениваемое в один миллион фунтов стерлингов. Его отпевание состоялись в церкви Сен-Жермен-л'Осеруа, а затем он был похоронен, по его завещанию без церемоний, в церкви Святого Роха.
Капелла, где находится его гробница, украшена картиной Жана Жувене под названием «Мученичество Святого Андрея». Его вдова, Франсуаза Ланглуа, заказала скульптору Пьеру Коттону в память о муже создание надгробного памятника. Изготовленное до 1707 года, оно располагалось напротив главного алтаря под большой аркадой. Выделяясь на фоне цветного прожилкового мрамора, памятник состоял из белой мраморной аллегории с эпитафией, выполненной золотыми буквами на чёрном мраморе, а всё это увенчивалось гербом покойного со знаменитыми тремя улитками и цепью ордена Святого Михаила; ниже, на уровне зрителя, на консоли был помещен бюст покойного, голова которого была слегка повернута вправо, специально заказанный скульптору Антуану Куазево. От этой гробницы, осквернённой во время Революции, остался только бюст работы Куазево.

## Наследие
Андре Ленотр не оставил педагогических трудов, дневников или мемуаров. Сохранилось лишь несколько писем, адресованных великим людям его века. Но он оставил после себя множество садов во «французском стиле», узнаваемых по своей перспективе и идеальной геометрии, известных и прославленных во всем мире. Одним из первых, кто теоретически обосновал выдающийся вклад Ленотра в искусство Франции, был Антуан-Жозеф Дезалье д’Аржанвиль, который в 1709 году опубликовал трактат «Теория и практика садоводства» (La théorie et la pratique du jardinage).
Ленотр собрал обширную коллекцию картин старых мастеров, фарфора, античных статуй, гравюр и медалей. Английский медик и геолог Мартин Листер в 1698 году свидетельствовал, что его кунсткамера «достойна того, чтобы её увидеть». Маркиз де Сурш оценивал стоимость этой коллекции более чем в сто тысяч ливров, что являлось по тем временам значительной суммой>.
В 1693 году Андре Ленотр завещал часть своей коллекции (картины, скульптуры, фарфор, современные медали и гравюры) королю. Большая часть картин ныне находится в собрании Лувра. Из картин собрания Ленотра наиболее прославлены:
- Франческо Альбани: Актеон, превращённый в оленя, Салмакида и Гермафродит, Аполлон и Дафна (Лувр);
- Корнелис Ван Пуленбург: Побиение камнями святого Стефана (Лувр);
- Никола Пуссен: Христос и блудница, Нахождение Моисея, Святой Иоанн, крестящий народ (Лувр);
- Доменикино: Адам и Ева (Музей Гренобля).

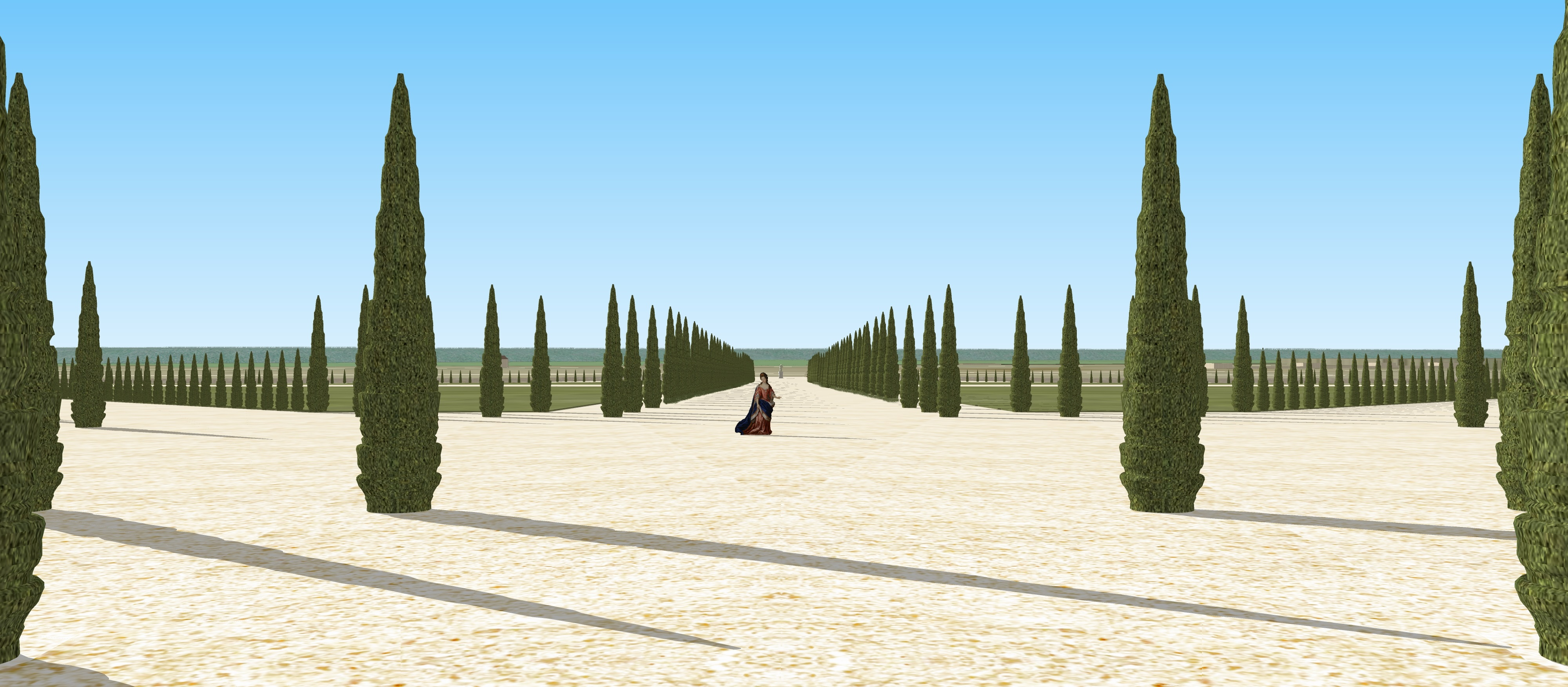
Сад замка Сен-Манде. 1661
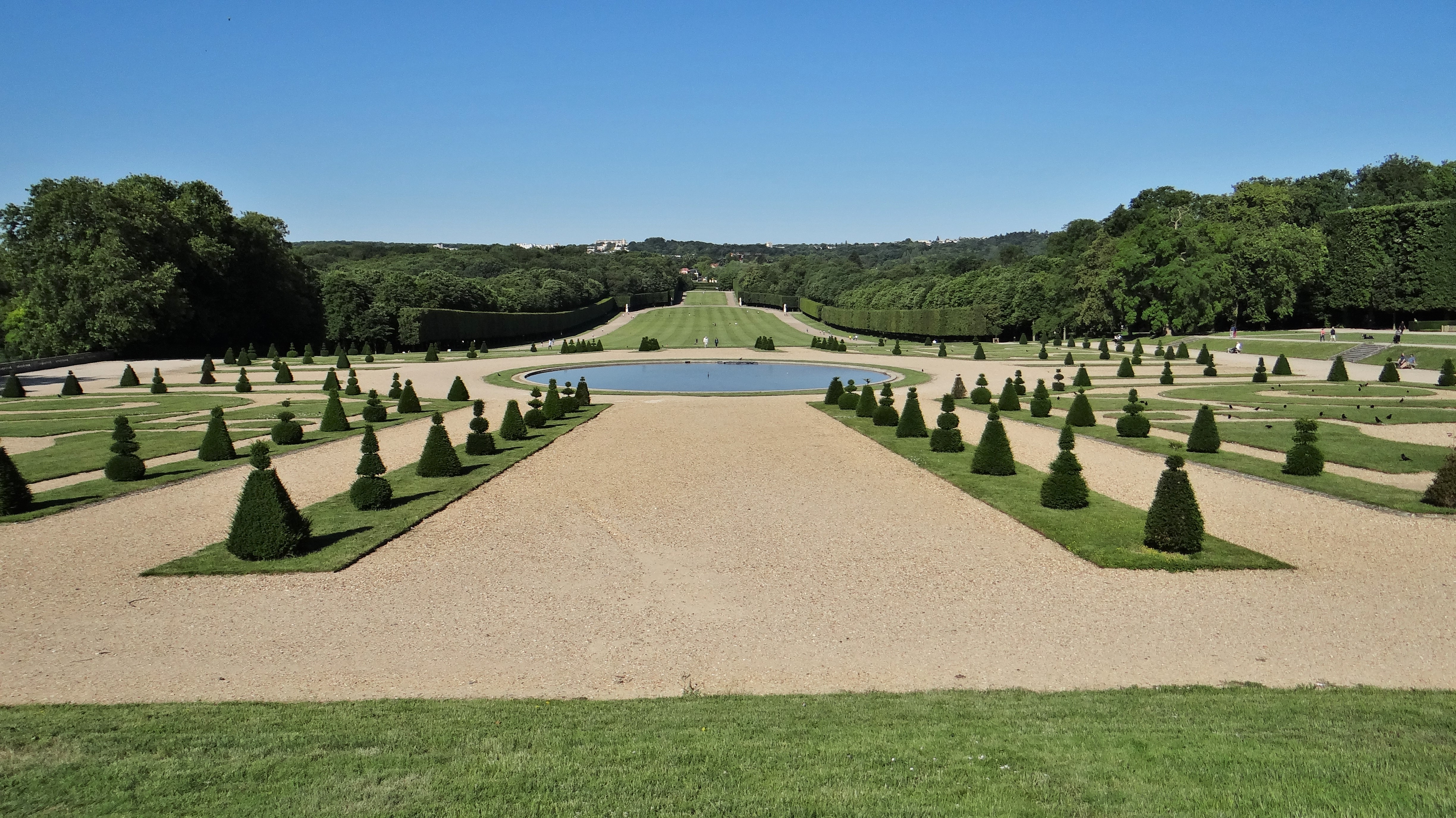
Парк замка Ско
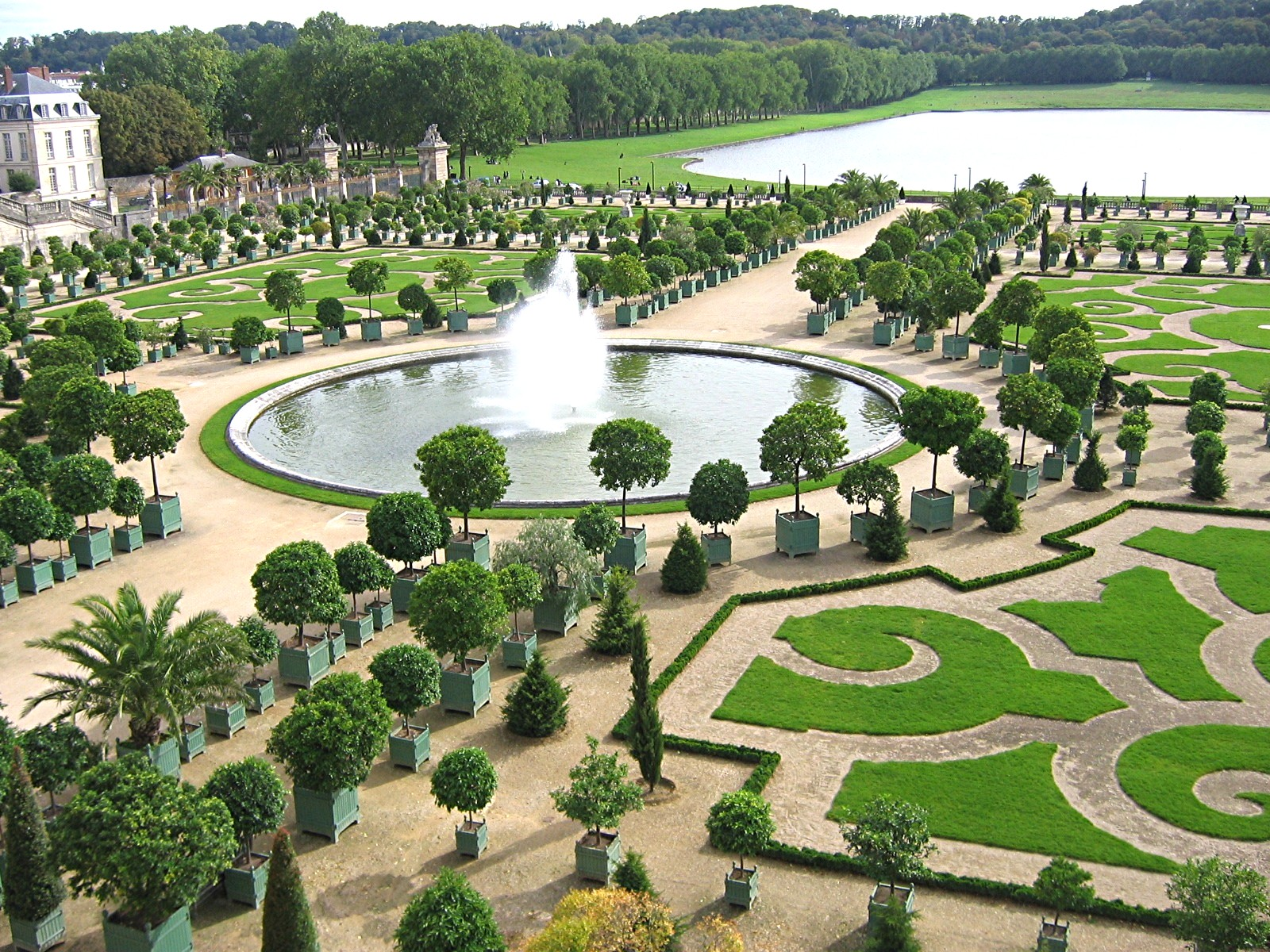
Oранжерея в Версале
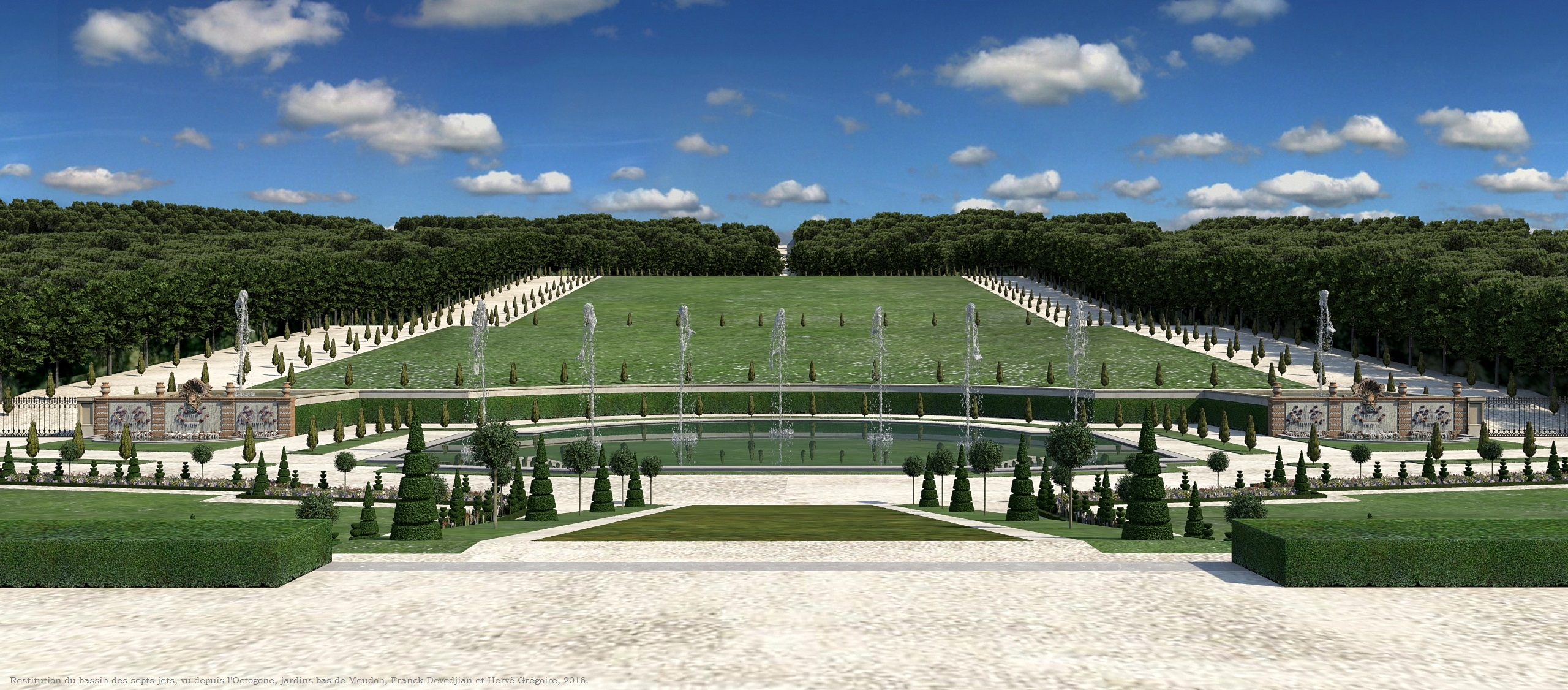
Мёдон
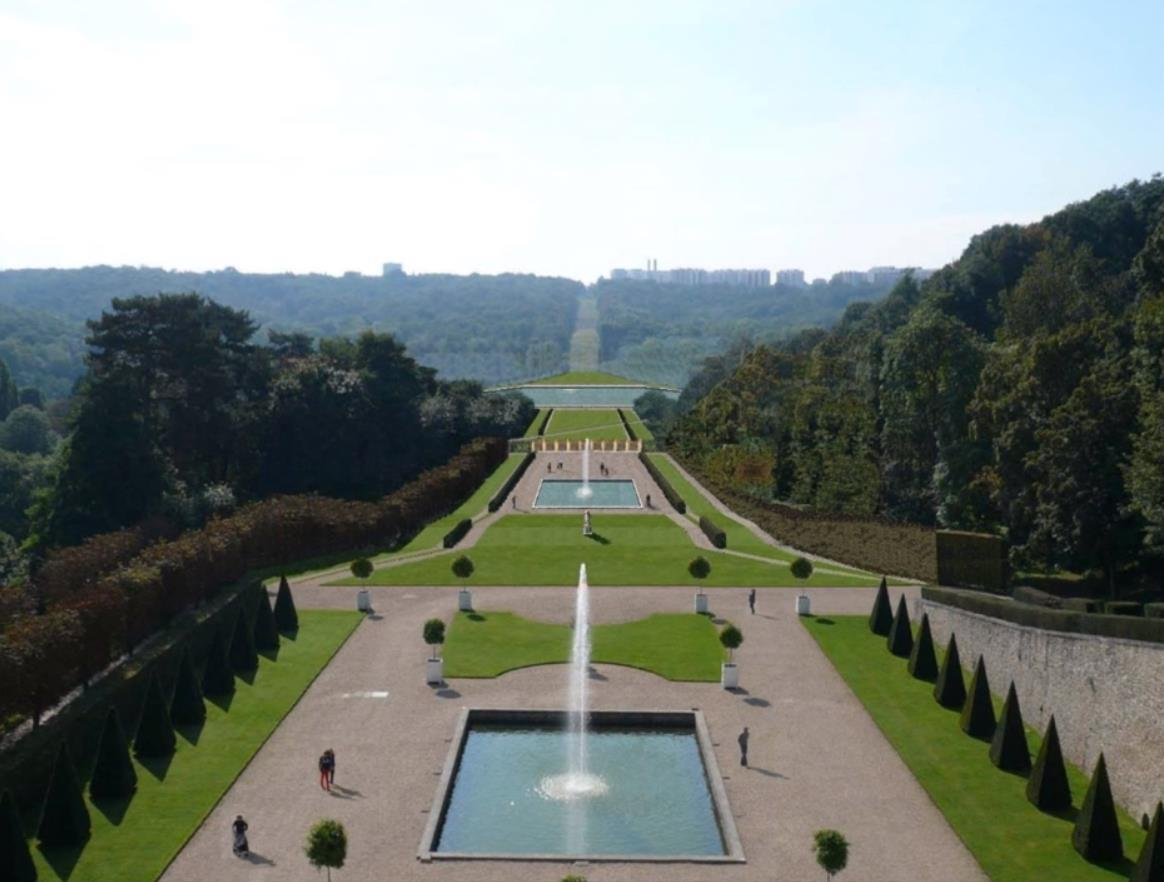
Мёдон. Большая перспектива
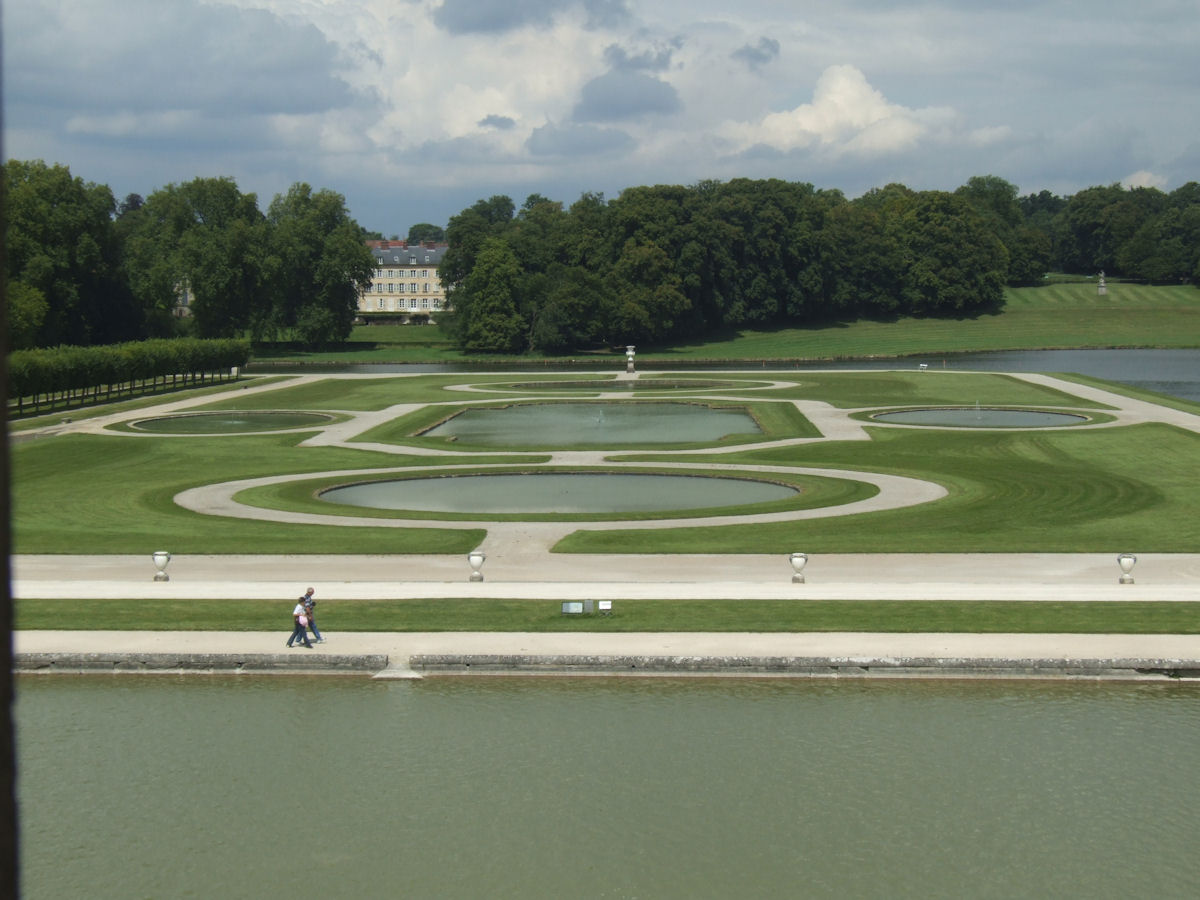
Шантийи
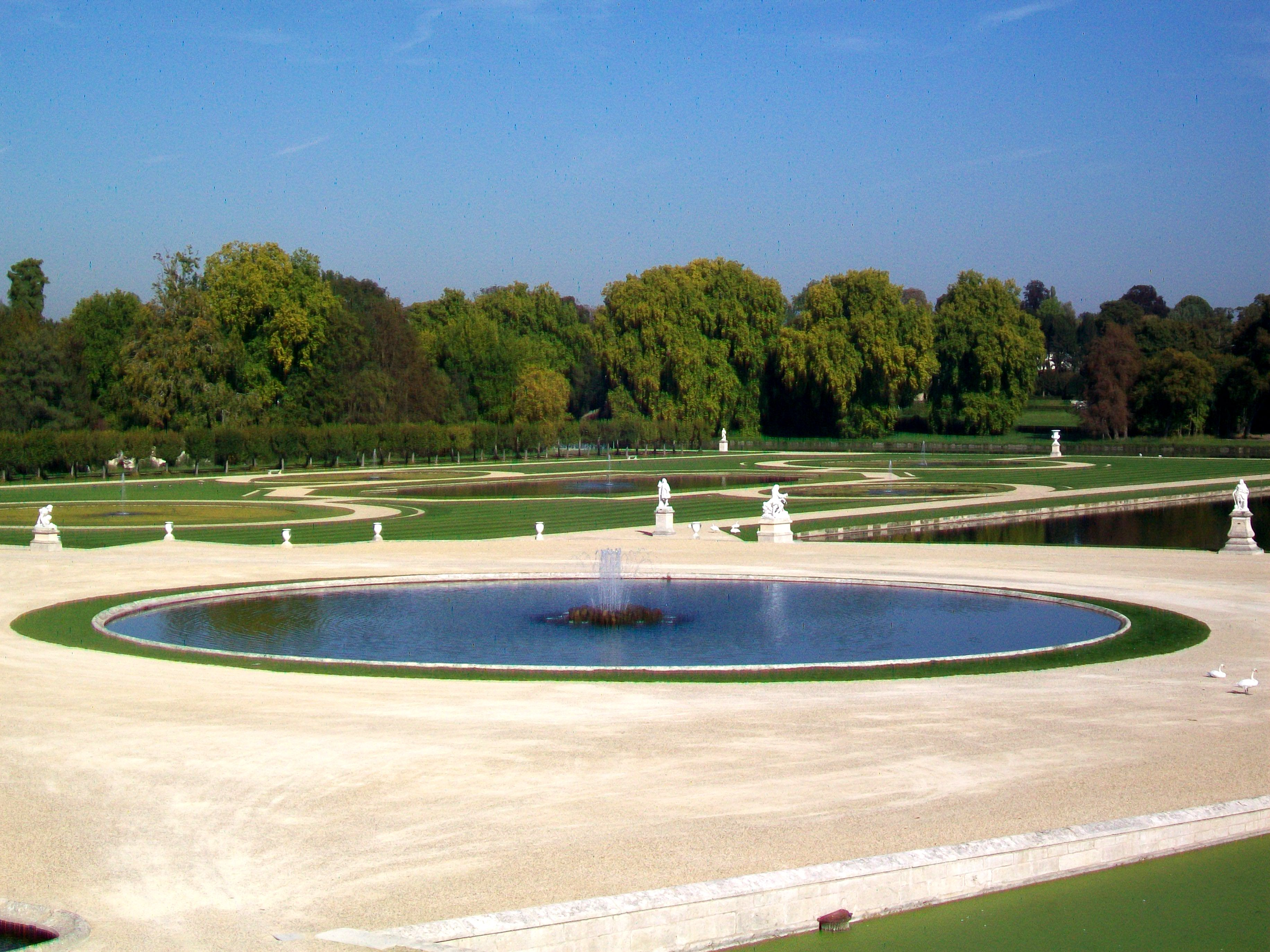
Партер и бассейн в Шантийи
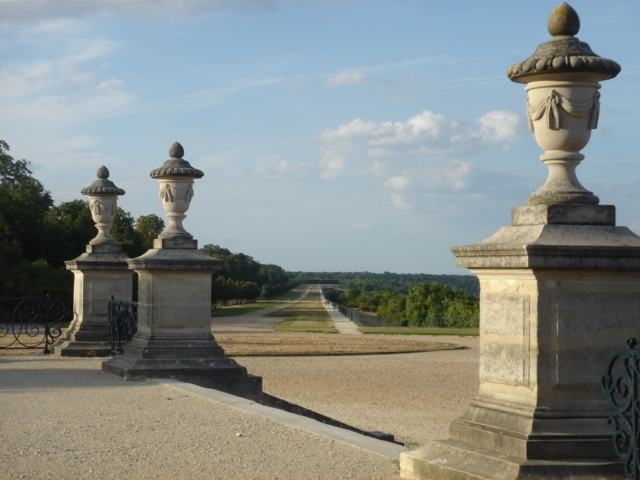
Терраса в Сен-Жермен-ан-Ле

## Список основных садово-парковых работ Андре Ленотра
- Сады и парк Версаля и план города Версаль
- Сады Во-ле-Виконт
- Сады Сен-Жерменского дворца
- Сады шато Сен-Клу (замок был снесен после пожара, но сады существуют и в наши дни)
- Сады дворца Тюильри
- Сады шато де Со
- Сады дворца Фонтенбло
- Сады шато Шантийи
- Сады шато де Берси в Шарантон-ле-Пон
- Сады шато в Шамбона
- Сады шато д’Исси
- Проспект шато д’Отвиль в Шаршинье